# 杉本町 (豊田市)
杉本町（すぎもとちょう）は、愛知県豊田市の地名。

## 地理

### 交通
- 愛知県道19号土岐足助線
- 愛知県道490号笹戸小田木線

### 施設
- 源重城跡
- 城山跡
- 白石城跡
- 豊田市立旭中学校
- 豊田市立敷島小学校
- 慈眼寺
- 豊田市敷島農村環境改善センター敷島会館
- 天理教東加茂分教会
- 杉本こども園（園内に杉本子育て支援センター有）[WEB 6]

## 歴史

### 地名の由来
国天然記念物でもある貞観杉に由来するという。

### 沿革
- 1878年（明治11年） - 東加茂郡沢尻村・大垣内村・源重村・九沢村・白石村により、同郡杉本村が成立[1]。
- 1889年（明治22年） - 合併により、野見村大字杉本となる[1]。
- 1899年（明治32年） - 菊田を編入[1]。
- 1912年（明治45年） - 菊田は有間に編入される[1]。
- 1906年（明治39年） - 合併により、旭村大字杉本となる[1]。
- 1967年（昭和42年） - 町制施行により、旭町大字杉本となる[1]。
- 2005年（平成17年）4月1日 - 東加茂郡旭町杉本が合併に伴い、豊田市杉本町となる[WEB 7]。

### 人口の変遷
国勢調査による人口および世帯数の推移。
| 1995年（平成7年）  | 74世帯 252人  |  |
| 2000年（平成12年） | 68世帯 241人  |  |
| 2005年（平成17年） | 86世帯 273人  |  |
| 2010年（平成22年） | 96世帯 265人  |  |
| 2015年（平成27年） | 105世帯 256人 |  |
| 2020年（令和2年）  | 113世帯 244人 |  |

### WEB
1. 1 2  総務省統計局 (2022年2月10日). “令和2年国勢調査の調査結果(e-Stat) - 男女別人口，外国人人口及び世帯数－町丁・字等” (CSV). 2023年8月2日閲覧。
2. ↑  “愛知県豊田市の町丁・字一覧”.   人口統計ラボ. 2024年2月26日閲覧。
3. ↑  “読み仮名データの促音・拗音を小書きで表記するもの(zip形式) 愛知県” (zip).   日本郵便 (2024年2月29日). 2024年3月26日閲覧。
4. ↑  “市外局番の一覧” (PDF).   総務省 (2022年3月1日). 2022年3月22日閲覧。
5. ↑  “ナンバープレートについて”.   一般社団法人愛知県自動車会議所. 2024年1月21日閲覧。
6. ↑  “杉本子育て支援センター”.   豊田市. 2025年7月14日閲覧。
7. ↑  “愛知県豊田市の郵便番号一覧”.   日本郵便. 2024年3月3日閲覧。
8. ↑  総務省統計局 (2014年3月28日). “平成7年国勢調査の調査結果(e-Stat) - 男女別人口及び世帯数 －町丁・字等” (CSV). 2021年7月20日閲覧。
9. ↑  総務省統計局 (2014年5月30日). “平成12年国勢調査の調査結果(e-Stat) - 男女別人口及び世帯数 －町丁・字等” (CSV). 2021年7月20日閲覧。
10. ↑  総務省統計局 (2014年6月27日). “平成17年国勢調査の調査結果(e-Stat) - 男女別人口及び世帯数 －町丁・字等” (CSV). 2021年7月21日閲覧。
11. ↑  総務省統計局 (2012年1月20日). “平成22年国勢調査の調査結果(e-Stat) - 男女別人口及び世帯数 －町丁・字等” (CSV). 2021年7月21日閲覧。
12. ↑  総務省統計局 (2017年1月27日). “平成27年国勢調査の調査結果(e-Stat) - 男女別人口及び世帯数 －町丁・字等” (CSV). 2021年7月21日閲覧。

### 書籍
1. 1 2 3 4 5 6 7  「角川日本地名大辞典」編纂委員会 1989, p. 726.